# Metamorfosis (Miró)
Las  Metamorfosis es una serie de dibujos-collage realizada por Joan Miró entre 1935 y 1936. Se trata de una serie de obras realizadas como interludio mientras Miró realizaba la serie Pinturas sobre masonita.

## Descripción
Como en la serie realizada sobre masonita, en estas obras el pintor expresa su preocupación por la situación política del momento, el bienio negro conservador, cuando los ministros conservadores apenas incorporados al gobierno central provocaron una serie de protestas generalizadas todo el territorio y la república catalana fue fuertemente reprendida desde el ejército.